# Aeroportul Salina Cruz
Aeroportul Salina Cruz (IATA: SCX, ICAO: MMSZ) este un aeroport din Salina Cruz⁠(d), Salina Cruz (municipio)⁠(d), Oaxaca, Mexic ce deservește zona Salina Cruz⁠(d). Aeroportul a fost tranzitat în 2006 de 4.572 de pasageri. A fost numit după zona deservită.
Situat la o altitudine de 23 m, aeroportul dispune de o singură pistă. Este operat de Armada de México⁠(d).